# Васак, Карел
Карел Васак (Вашак — чеш. Karel Vašák; 26 июня 1929[…], Чехословакия, Lhotice или Lhotice — 1 мая 2015[…], Страсбург) — чешский и французский юрист, международный чиновник.
Родился в Чехословакии. Большую часть жизни провёл во Франции.
В 1969 г. стал первым генеральным секретарем в Международном институте прав человека в Страсбурге. Был юридическим советником в ЮНЕСКО и Всемирной туристической организации.
В 1979 г. предложил ставшую знаменитой классификацию прав человека, разделив их на три поколения, которые, по мнению Васака, соотносятся с тремя идеалами Французской революции: свободой, равенством и братством.
Первое поколение прав человека представлено в Международном пакте о гражданских и политических правах от 16 декабря 1966 г.
Второе в Международном пакте об экономических, социальных и культурных правах от 16 декабря 1966 г.
Третье образуют такие права, как право на развитие, право на здоровую окружающую среду и право на мир, которые ещё только начинают получать международно-правовое признание. К. Васак назвал их правами солидарности.